# Styloctetor okhotensis
Styloctetor okhotensis är en spindelart som först beskrevs av Kirill Yeskov 1993.  Styloctetor okhotensis ingår i släktet Styloctetor och familjen täckvävarspindlar. Inga underarter finns listade i Catalogue of Life.